# ミツワ石鹸
ミツワ石鹸（ミツワせっけん）は、1860年から1975年にかけて、日本国で石鹸・洗濯洗剤の製造販売を行っていたメーカーおよび同社の販売する石鹸のブランド。また、2008年に玉の肌石鹸により設立され2014年まで事業を行っていた石鹸のメーカーである。

## 概要
前身の会社は1975年に業績不振に陥って倒産し、事業は同社が旭電化工業、第一工業製薬と共同で設立した日本サンホームの後身であるプロクター・アンド・ギャンブル・サンホーム（P&Gサンホーム、現・P&Gジャパン）に継承された。
2007年に玉の肌石鹸が「ミツワ石鹸」の商標権を取得、2008年4月1日に、同社が全額を出資し、子会社として「ミツワ石鹸株式会社」を設立したが、2014年12月31日をもって事業の一部を玉の肌石鹸に譲渡して業務を終了した。

## 歴史
- 1860年（万延元年）三輪善兵衛（みわ ぜんべえ）により江戸・日本橋（現在の東京都中央区日本橋）にて丸見屋が創業される[2]。当初は化粧品の製造販売が中心だった。
- 1910年（明治43年）ミツワ石鹸の発売を開始。これ以後、石鹸を中心に家庭用洗剤・医薬品（大衆薬）・医薬部外品を中核にする。
- 1911年（明治44年）日本初の肝油ドロップを発売[3]。
- 1953年（昭和28年）日本初の薬用石鹸「ミューズ」発売。
- 1954年（昭和29年）テレビCMを放送開始。バトンガールと呼ばれる3体の人形を使用し、三木鶏郎作曲の、覚えやすい特徴的な歌に合わせ、踊っているうちにミツワ石鹸の商標を表すものだった[4]。
- 1964年（昭和39年）商号をミツワ石鹸株式会社に変更。
- 1969年（昭和44年）旭電化工業、第一工業製薬と合弁で家庭用石鹸・洗剤部門を統合した日本サンホームを設立。
- 1972年（昭和47年）米国プロクター・アンド・ギャンブル社（P&G）との資本・業務提携に反対したことから日本サンホームを離脱。上記2社との合弁・提携を解消するも、日本サンホーム向け製品は引き続き子会社のミツワ化成が生産した[5]。
- 1975年（昭和50年）事業継続を断念し倒産。同社の生産設備及び商標権は旧日本サンホームとの関係からP&Gが取得した[6][7]。
- 2007年（平成19年） 玉の肌石鹸（墨田区）が「ミツワ石鹸」の商標権をP&Gから取得。
- 2008年（平成20年）4月1日 同社が全額を出資し、子会社のミツワ石鹸株式会社を設立・業務開始し、33年ぶりに「ミツワ石鹸」が復活した[8]。
- 2014年（平成26年）12月31日　玉の肌石鹸に事業の一部を譲渡して廃業。

## 主な商品

### 旧ミツワ石鹸
- ミツワ石鹸 - 倒産後の1983年頃にP＆Gサンホームから復刻版が発売されていた。
- ミューズ（薬用石鹸、ミツワ石鹸時代から続く古参ブランド。現在はレキットベンキーザー・ジャパンが販売。）
- プラス（洗濯洗剤）
- プラスZ（台所洗剤）
- デミス（男性用バス化粧品、デミス・全身シャンプー、デミス・ヘアシャンプー・デミス・ヘアリンス、デミス・トニックシャンプー）
- ペプ（子供用バス化粧品）
- ミツワ肝油ドロップ

その他の商品についてはP&G製品一覧参照。

### 新ミツワ石鹸
- ミツワローズ石鹸[9]
- ミツワ クラシック石鹸
- 香りの泡せっけん ボディソープ
- ミツワ薬用石鹸 メディカ

## テレビスポンサード番組
いずれも旧丸見屋時代。TBS系やフジテレビ系の番組が多い。
- 婦人ニュース（第1期）（日本テレビ系。1960年10月から1962年3月まで別社と一日おきに提供）
- 名犬ラッシー（TBS系。なお「新名犬ラッシー」はハウス食品提供）
- ミツワデラックスクイズ ショー・ダウン（TBS系。「ラッシー」の次番組）
- ミツワ歌のプレゼント（TBS系）
- お茶の間寄席（第1期）（フジテレビ系。なお21時45分枠時代、初期は一社提供だったが、後に別社と二社提供、19時45分枠時代は当社メインの複数社提供）
- しろうと寄席（フジテレビ系）
- 日曜洋画劇場（NET→テレビ朝日。初期のみ）
- ビッグスペシャル（NET）

## CM出演者（旧ミツワ石鹸）
- 藤島新（1973年、デミス・全身シャンプー）
- 志垣太郎（1974年、デミス・トニックシャンプー）
- 木之内みどり（1974年、ミツワ石鹸、ハイミューズ）